# 維托里奧·埃馬努埃萊站
維托里奧·埃馬努埃萊站（義大利語：Vittorio Emanuele）是羅馬地鐵的一個車站。維托里奧·埃馬努埃萊站開通於1980年，是羅馬地鐵A線的地下車站，建於维托里奥·埃马努埃莱二世广场地底。站名取自於義大利國王維托里奧·埃馬努埃萊二世。

## 外部連結
- The station on the （页面存档备份，存于） ATAC site. （意大利文）